# Carné de donante de sangre
El carné de donante de sangre es un documento que, como su nombre indica, se expide a los donantes de sangre.
En España no existe un modelo único, sino que depende de la institución donde se realice la donación. Así, las consejerías de sanidad de cada comunidad autónoma tienen un modelo propio para sus bancos y hospitales, mientras que la Cruz Roja dispone de otro modelo y también hay hospitales privados que tienen sus propios bancos de sangre que tienen su modelo propio, como puede ser el Hospital de la Fundación Jiménez Díaz, en Madrid.
Si bien puede haber variaciones en el formato y los colores, todos los carnets recogen una información similar:
- Nombre y apellidos del donante
- Número de donante
- Grupo sanguíneo
- Factor Rh
- Fechas en las que se ha donado

Dependiendo, del modelo además se puede recoger:
- Tensión arterial medida
- Médico que ha controlado al donante
- Cantidad extraída (dato generalmente redundante, pues las cantidades extraídas son estándar)

Por lo tanto, este documento sirve para que el donante lleve un registro de las donaciones que ha realizado y permite que en un banco de sangre se pueda conocer el historial del donante (siempre que éste muestre el carnet), si es que hasta entonces había acudido a otro banco.
- Datos: Q5753076